# 貝辛斯托克鎮足球會
貝辛斯托克鎮足球會（英語：Basingstoke Town Football Club，/ˈbeɪzɪŋˌstoʊk/）是一支位於英格蘭東南部漢普郡貝辛斯托克的足球俱樂部，目前於英格蘭足球南部聯賽超聯組南角逐。

## 榮譽

### 聯賽
- 南部聯賽南部組[1]
  - 冠軍（1）：1984/85年；

- 依斯米安甲組聯賽[1]
  - 亞軍（2）：1988/89年、1996/97年；

- 漢普郡甲組聯賽（Hampshire League Division One）
  - 冠軍（3）：1967/68年、1968/69年、1970/71年；
  - 亞軍（3）：1965/66年、1966/67年、1968/69年；

- 漢普郡北部組聯賽（Hampshire League North Division）
  - 冠軍（2）：1911/12年、1919/20年；

- 英格蘭足球議會南部聯賽
  - 附加賽準決賽（2）：2011/12年、2014/15年；

### 盃賽
- 漢普郡高級盃（Hampshire Senior Cup）[2]
  - 冠軍（6）：1970/71年、1989/90年、1995/96年、1996/97年、2007/08年、2013/14年；
  - 亞軍（6）：1964/65年、1975/76年、1981/82年、1985/86年、1998/99年、2005/06年；

- 和平紀念盃（Remembrance Cup）
  - 冠軍（2）：2005年、2006

## 外部連結
- Club website （页面存档备份，存于）
- Basingstoke Town@Football Club History Database